# Många människor dör som du
Många människor dör som du är en novellsamling av Lina Wolff utgiven 2009.
Boken var författarens debut och innehåller tolv noveller. De flesta utspelar sig i Spanien, där Wolff varit bosatt i flera år, och några i Skåne. Berättelserna har ett gemensamt tema om människor som söker sig bort från en livssituation där tillvaron känns alltför begränsad.

## Innehåll
- Ingenmansland
- Maurice Echegaray
- Många människor dör som du
- Kirke
- Odette Klockare
- Och vid hissen hängde en nyckel
- När hon pratar om patriarkatet
- Verónica
- Snuff
- Krönika över en oplanerad trohet
- Allt är som vanligt
- Tänk dig ett levande träd

## Mottagande
- "En fantastisk novellsamling. Den är stilsäker, tänkvärd och, trots allt lidande, väldigt rolig. Att det är en debut gör knappast saken sämre"[2]
- "Det vilar något självklart över Lina Wolffs sätt att skriva, som om alla formuleringar och vändningar alltid har funnits där hela tiden och bara väntat på att nedtecknas av just henne...När hon är som bäst skapar hon ett hypnotiskt sug kring sina gestalter... "Maurice Echegaray" (är) en novell som sakta utvecklar sig till ett smärre mästerverk av träffsäkra iakttagelser, drastisk humor och lakonisk förtvivlan."[3]
- "Wolffs berättelser är stilsäkra, med en lätt humoristisk underskruv...I novellen verkar hon ha funnit sitt rätta medium"[4]